# Stoffverteilungsplan
Ein Stoffverteilungsplan ist ein Instrument der systematischen Unterrichtsplanung von Lehrenden hauptsächlich an Schulen aber auch an Universitäten oder Einrichtungen der Erwachsenenbildung.
Er teilt den Unterrichtsinhalt mehr oder weniger genau auf die dafür vorgesehenen Unterrichtseinheiten auf. Dabei sollten die Vorgaben des Lehrplanes der Länder, der Kerncurricula des jeweiligen Unterrichtsfaches, aber auch der Lehrplan der einzelnen Schule berücksichtigt werden. Bei der genaueren Ausarbeitung wird dann auch das zur Benutzung vorgesehene Lehrwerk zu Rate gezogen.
Bei der Erstellung eines Stoffverteilungsplanes werden die einzelnen Themen, die behandelt werden sollen, auf die zur Verfügung stehende Unterrichtszeit aufgeteilt, Feiertage oder Ferien rechnet man nicht mit ein. Dadurch kann man sehr gut längere Unterrichtsabschnitte mit verschiedenen Themen planen und den Lehr- und Lernfortschritt kontrollieren.
Ein Stoffverteilungsplan ist aber nicht als strikte Unterrichtsvorgabe zu verstehen, die es unbedingt einzuhalten gilt, sondern als Planungswerkzeug von Unterricht, das auch während des Schuljahres oder Semesters immer wieder als Orientierung dienen kann, wie weit man in der zur Verfügung stehenden Zeit mit dem geplanten Stoff schon vorangekommen ist. Der Stoffverteilungsplan ist also generell variabel und kann bei Bedarf auch immer wieder angepasst werden.
Die Erstellung eines Stoffverteilungsplanes gehört zu den Anforderungen, die an angehende Lehrer während des Vorbereitungsdienstes gestellt werden.
Viele Schulbuchverlage bieten für ihre Lehrwerke bereits Vorlagen für Stoffverteilungspläne an.